# Stadt Prettin
Stadt Prettin ist ein Ortsteil der Stadt Annaburg im Landkreis Wittenberg in Sachsen-Anhalt. Bis zum 31. Dezember 2010 war Prettin eine eigenständige Landstadt mit den Ortsteilen Prettin und Hohndorf.

## Geografie
Der Ort liegt ca. 40 km südöstlich von Wittenberg und ca. 17 km nördlich von Torgau in den Niederungen am Ostufer der Elbe westlich der Annaburger Heide. Diese ist größtenteils ein Truppenübungsplatz der Bundeswehr und deshalb Sperrgebiet. Im Süden grenzt Prettin an Sachsen.

## Geschichte

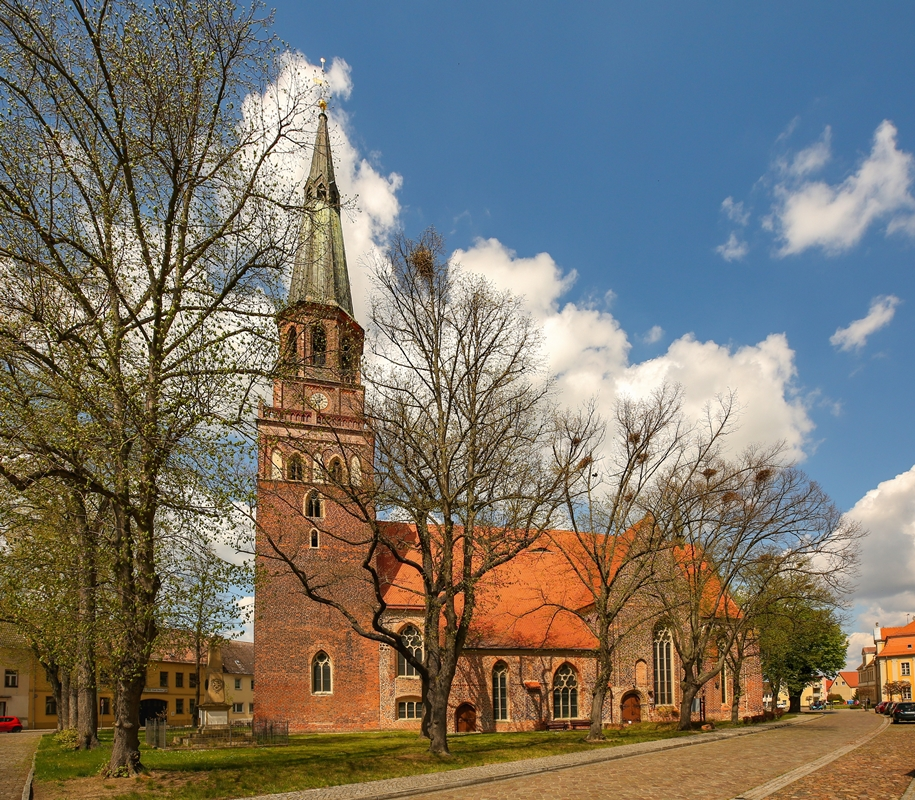
Stadtkirche „St. Marien“ (2022)

Ein Pferdebrandgrab der Lausitzer Kultur (1300 bis 500 v. Chr.) wurde 2013 bei Prettin entdeckt.
An einem alten Flussübergang im Stromtal der Elbe gelegen, gehörte die erste Siedlung schon vor 900 zum slawischen Wohngau Nisizi. Nachdem der später errichtete deutsche Burgward, der 965 erstmals in einer Urkunde Kaiser Ottos I. als „Pretimi“ auftaucht, bereits 1012 durch Erzbischof Dagino an das Erzstift Magdeburg und über die Grafschaft Brehna 1290 an die Herzöge von Sachsen-Wittenberg gekommen war, erbaute Rudolf I. um 1335 eine Wasserburg; heute „Schlösschen“ genannt. Hier – oder in den einstigen Klostergebäuden Lichtenbergk – fand die heimlich zur evangelischen Lehre übergetretene Kurfürstin Elisabeth von Brandenburg 1536–45 Zuflucht, nachdem ihr der erzkatholische Kurfürst Joachim Nestor mit lebendiger Einmauerung gedroht hatte. Sie war mit Luthers Familie befreundet und lebte auch längere Zeit in seinem Haus in Prettin. Die von ihr ernannten Hofprediger waren zugleich Pfarrer an der Stadtkirche „St. Marien“ zu Prettin. Erst nach dem Tode ihres Mannes kehrte sie in die Spreestadt Spandau zurück. Etwa 30 Jahre später ließ Kurfürst August von Sachsen das Schlösschen abbrechen und die Steine zum Schlossbau der Lichtenburg verwenden.
Östlich der Stadtsiedlung war um 1300 das Antoniter-Präzeptorat „Lichtenbergk“ gegründet worden, dessen Generalpräzeptor Goswin von Orsoy erster Kanzler der Wittenberger Universität wurde. Historische Stunden erlebte das Antoniter-Kloster Lichtenbergk, als hier Martin Luther 1518 auf Vorladung des kursächsischen Landesherren Friedrich des Weisen mit dessen Kanzler Georg Spalatin zusammentraf, in dessen Folge der Kurfürst Luther unter seinen Schutz stellte. Der Antoniter-Präzeptor Wolfgang Reissenbusch war mit Luther befreundet und ebenfalls Professor in Wittenberg.
Zwei Jahre danach kam es in Anwesenheit Philipp Melanchthons zu einem weiteren Gespräch zwischen Luther und dem päpstlichen Abgesandten Karl von Miltitz, der Luther zum Widerruf bewegen sollte. Doch der Bruch mit Rom war unausweichlich.
Miltitz ertrank später (1529) auf der Rückreise nach Rom im Main. Dass Luther hier seine Gespräche führen konnte, zeigt die Offenheit der Antoniter für die Reformation.
Nachdem das Kloster 1533 größtenteils einem Brand zum Opfer gefallen war, wurde es 1540 aufgehoben und sein Besitz in ein landesherrliches Domänenamt umgewandelt. Für Kurfürst August von Sachsen war dies eine willkommene Gelegenheit, der Bitte seiner Gemahlin Anna zu entsprechen, und auf dem ehemaligen Klostergelände 1574/82 ein Renaissanceschloss zu errichten, wobei auch der vielseitige Giovanni Maria Nosseni mitwirkte. Doch der wohltätigen Kurfürstin waren nur wenige Jahre des Glücks beschieden, 1585 starb sie an der Pest. Nach einer Verfallsperiode erlebte das Schloss von 1611 bis 1641 eine erneute Blüte unter der Kurfürstin Hedwig, die nach ihrer Vermählung mit Christian II. die Lichtenburg als späteren Witwensitz erhalten hatte und die „Hedwigsburg“ errichten ließ. Da sie eine dänische Prinzessin war, vermochte sie 1637 während des Dreißigjährigen Krieges beim schwedischen Befehlshaber zu erwirken, dass das Städtchen von Zerstörungen verschont blieb. Doch 1644, drei Jahre nach ihrem Tod, wurde Prettin dann dennoch von den Schweden geplündert. Bis 1717 hielten noch zwei weitere kurfürstlichen Witwen in der Lichtenburg Hof: Wilhelmine Ernestine und deren Schwester Anna Sophie von Dänemark (Mutter Augusts des Starken, die hier ihren Sohn erzog).
Der Ortsteil Hohndorf war in den Jahren 1582 und 1583 von Hexenverfolgungen betroffen. Zwei Frauen gerieten in Hexenprozesse. Die alte Richterin erlitt 1583 den Feuertod.
Noch im 16. Jahrhundert zählte Prettin keine 800 Einwohner. Nach kurzer Zugehörigkeit zum frischgebackenen Königreich Sachsen von Napoleons I. Gnaden (1807) musste die Elbstadt an Preußen abgetreten werden. Noch heute ist die Lichtenburg mit ihrer Schlosskirche von 1581 eine imposante Renaissance-Schlossanlage, die zunächst den Kurfürstinnen als repräsentativer Witwensitz diente, bevor das leerstehende Gemäuer 1811 zum Zuchthaus umfunktioniert, von 1933 bis 1939 als Konzentrationslager Lichtenburg und anschließend 1939, als die Frauen ins Frauen-Konzentrationslager Ravensbrück verlegt wurden, als Zeugamt der Waffen-SS genutzt wurde.
In Prettin war das VEB Waschmittelwerk Schladitz (heute milwa Schladitz GmbH) angesiedelt, in dem das Waschmittel Milwa entwickelt wurde.
Am 1. Januar 2011 wurde Prettin in die Stadt Annaburg eingegliedert.
Am 1. Juli 2014 ist das neue Kommunalverfassungsgesetz des Landes Sachsen-Anhalt in Kraft getreten. In dessen § 14 (2) wird den Gemeinden die Möglichkeit gegeben, den Ortsteilen, die vor der Eingemeindung Städte waren, diese Bezeichnung zuzuerkennen. Die Stadt Annaburg hat von dieser Regelung Gebrauch gemacht. Ihre Hauptsatzung ist in der derzeitigen Verfassung mit Wirkung vom 9. Dezember 2015 in Kraft getreten. Im § 3 werden die Ortsteile mit ihren amtlichen Namen aufgeführt.

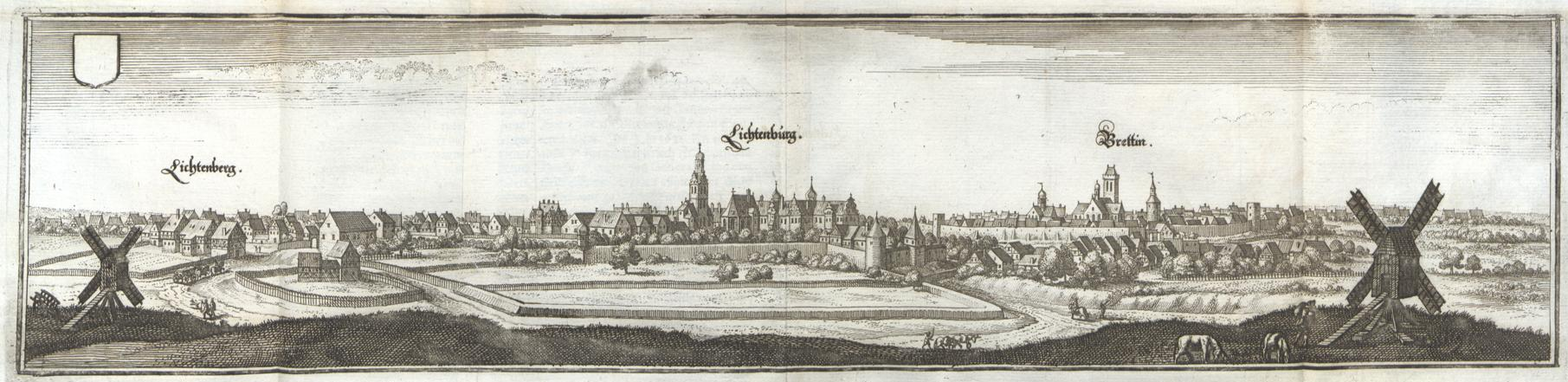
Prettin um 1650

## Wappen und Flagge

### Wappen und Siegel
Das Wappen wurde am 17. Dezember 1993 durch das Regierungspräsidium Dessau genehmigt und im Landeshauptarchiv Magdeburg unter der Wappenrollennummer 64/1993 registriert.
Blasonierung: „In Blau eine dreitürmige silberne Burg, der Mittelbau ist mit einem ornamental ausgeschnittenem roten Seerosenblatt belegt.“
Die Stadtfarben zeigen Blau - Silber (Weiß).
Im Prettiner Stadtarchiv liegen sechs verschiedene Siegel von 1438 bis ca. 1919 oder 1933. Im Laufe der Jahrhunderte veränderten sich die Typare. 1438 wird noch das Seerosenblatt der brehnaischen Herrschaften deutlich hervorgehoben. Das jüngste Siegel aus der Zeit von 1919 bis 1933 zeigt die Burg als Hauptzeichen (im Vordergrund). Die Bedeutung des Siegels der Stadt ist auf die Zeit zurückzuführen, als die Siedlung Prettin unter Heinrich I. (916–936) eine nahegelegene germanische Burg erhielt. Diese Burg war von Wasser umgeben und bildete somit einen natürlichen Schutz vor Angreifern. Auf dem Siegel wird also die Wasserburg dargestellt. Rudolf I., einer der Grafen von Brehna, erbte die Burg und die Umgebung von Prettin. Daher auch das Seerosenblatt der Grafen von Brehna.

### Flagge
Die Flagge wurde am 9. Februar 1995 durch das Regierungspräsidium Dessau genehmigt. Die Flagge ist blau-weiß längsgestreift. In der oberen Hälfte unmittelbar auf die Flagge aufgelegt das Wappen der Stadt.

## Kultur und Sehenswürdigkeiten
→ siehe auch: Liste der Kulturdenkmale in Prettin

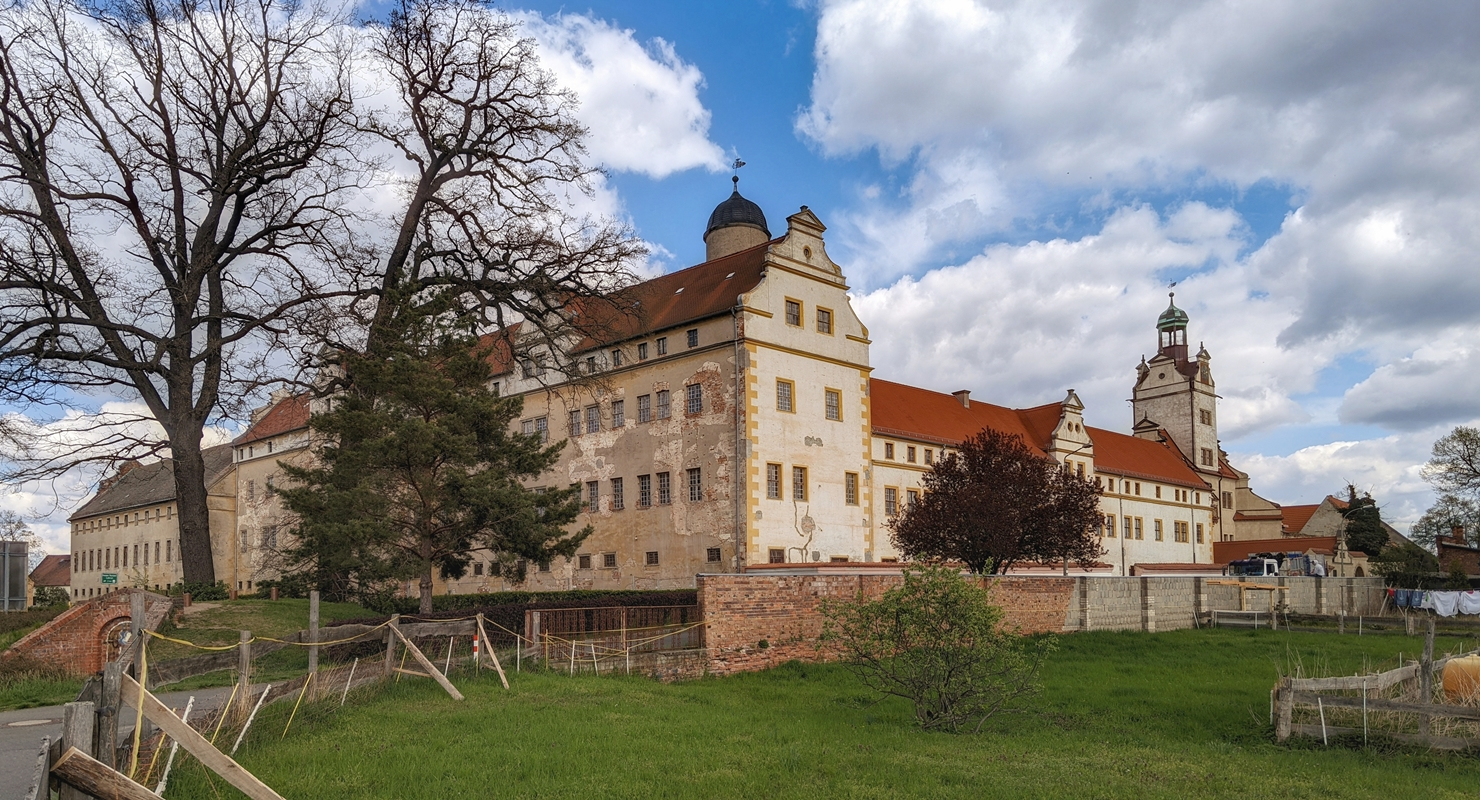
Schloss Lichtenburg

### Bauwerke
- Das Schloss Lichtenburg ist ein im 16. Jahrhundert erbautes Renaissanceschloss, das später als Gefängnis, Frauenzuchthaus und schließlich als Konzentrationslager genutzt wurde, siehe auch KZ Lichtenburg.
- Die bereits im 11. Jahrhundert erwähnte Kirche St. Marien sowie das benachbarte Rathaus Prettin.
- Der Lichtenburger Torturm, letzter noch existierender Turm der ehemals drei Stadttore.
- Die sog. Hedwigsburg, der Witwensitz der Kurfürstin Hedwig. Jedoch ist nur noch der Erker im Original erhalten.

Die Kulturdenkmale Prettins sind im örtlichen Denkmalverzeichnis verzeichnet.

### Gedenkstätten
- Mahn- und Gedenkstätte zum KZ Lichtenburg im Schloss
- Gedenkstein auf dem Ortsfriedhof für die KZ-Häftlinge eines Todesmarsches des KZ Langenstein-Zwieberge, die im April 1945 durch SS-Männer ermordet wurden
- Denkmal zur Erinnerung an den kommunistischen NS-Gegner Ernst Richter, der als Erster der Häftlinge 1933 an den Misshandlungen starb, die ihm im KZ Lichtenburg zugefügt wurden

## Wirtschaft und Infrastruktur

### Verkehr
Westlich des Ortes verläuft die Bundesstraße 182 und nördlich die Bundesstraße 187. Prettin ist durch eine Elbfähre mit dem sächsischen Ort Dommitzsch verbunden. Von 1902 bis 1996 verband die Bahnstrecke Annaburg–Prettin Prettin mit Annaburg. Der Ortsteil Hohndorf und Prettin besaßen einen Haltepunkt an dieser Eisenbahnstrecke.

### Wirtschaft
In der Schladitz-milwa-GmbH werden Waschpulver wie Prettina-Zymat und Milwa sowie das Fleckensalz Piador produziert.

## Persönlichkeiten
- August (Sachsen) (* 31. Juli 1526 in Freiberg; † 11. Februar 1586 in Dresden), auch Vater August, Kurfürst von Sachsen, ließ auf Wunsch seiner Gemahlin Prinzessin Anna auf dem ehemaligen Klostergelände 1574–1582 das heutige Renaissanceschloss Lichtenburg errichten
- Prinzessin Anna von Dänemark und Norwegen (1532–1585) (* 22. November 1532 in Hadersleben; † 1. Oktober 1585 in Dresden), genannt Mutter Anna, Kurfürstin von Sachsen und Gemahlin August I. von Sachsen, Namensgeberin der Stadt Annaburg, residierte neben Schloss Lochau (später Annaburg) im neu gebauten Schloss Lichtenburg, das ihr Gemahl für sie hatte errichten lassen, bis zu ihrem Tode 1585
- Prinzessin Hedwig von Dänemark und Norwegen (* 5. August 1581 auf Schloss Friedrichsburg in Dänemark; † 26. November 1641 auf Schloss Lichtenburg in Prettin), Tochter König Friedrichs II. von Dänemark und Norwegen, Gemahlin von Kurfürst Christian II. von Sachsen, residierte nach dem Tode ihres Gemahlen 1611–1641 auf Schloss Lichtenburg, von wo aus sie auch die Ämter Annaburg, Schweinitz, Seyda und Schlieben verwaltete
- Prinzessin Wilhelmine Ernestine von Dänemark und Norwegen (* 30. Juni 1650 in Kopenhagen; † 23. April 1706 auf Schloss Lichtenburg in Prettin), dänische Prinzessin aus dem Hause Oldenburg und Kurfürstin der Pfalz, Schwester von Prinzessin Anna Sophie, hatte bis zu ihrem Tode ihren Witwensitz auf Schloss Lichtenburg, wo sie wenige Jahre vor ihrer Schwester verstarb und beigesetzt wurde
- Prinzessin Anna Sophie von Dänemark und Norwegen (* 1. September 1647 in Flensburg; † 1. Juli 1717 auf Schloss Lichtenburg in Prettin), Kurfürstin von Sachsen, älteste Tochter des Königs Friedrich III. von Dänemark und Norwegen (1609–1670) und dessen Ehefrau Sophia Amalia (1628–1685), Gemahlin von Kurfürst Johann Georg III. von Sachsen (1647–1691), Mutter von Johann Georg IV. (1668–1694), Kurfürst von Sachsen und August dem Starken (1670–1733), Kurfürst von Sachsen und König von Polen, residierte als Witwe auf Schloss Lichtenburg, wo sie ihren Sohn August den Starken erzog
- August II. (Polen), häufig auch August der Starke, (* 12. Mai 1670 in Dresden; † 1. Februar 1733 in Warschau), Kurfürst von Sachsen (als Friedrich August I.) sowie später König von Polen und Großherzog von Litauen (als August II.) verbrachte einen Großteil seiner Kindheit im Schloss Lichtenburg in Prettin
- Johann Ernst Daniel Bornschein, (* 20. Juli 1774, † 1. April 1838 in Gera), Dramatiker u. Romanautor.
- Otto Karl Bachmann (1877–1954), 1927 erster KPD-Bürgermeister einer Stadt (Oelsnitz (Vogtland)) in Deutschland
- Johann Friedrich Palm (1813–1871), Philologe und Pädagoge
- Robert Eule (1864–1932), Autor
- Georg von Schellwitz (1897–1974), vormals NS-Landrat; hier verstorben
- Gertraud Winkelvoß (1917–1982), Politikerin
- Hans-Martin Taesch (1937–2011), Landtagsabgeordneter (CDU)

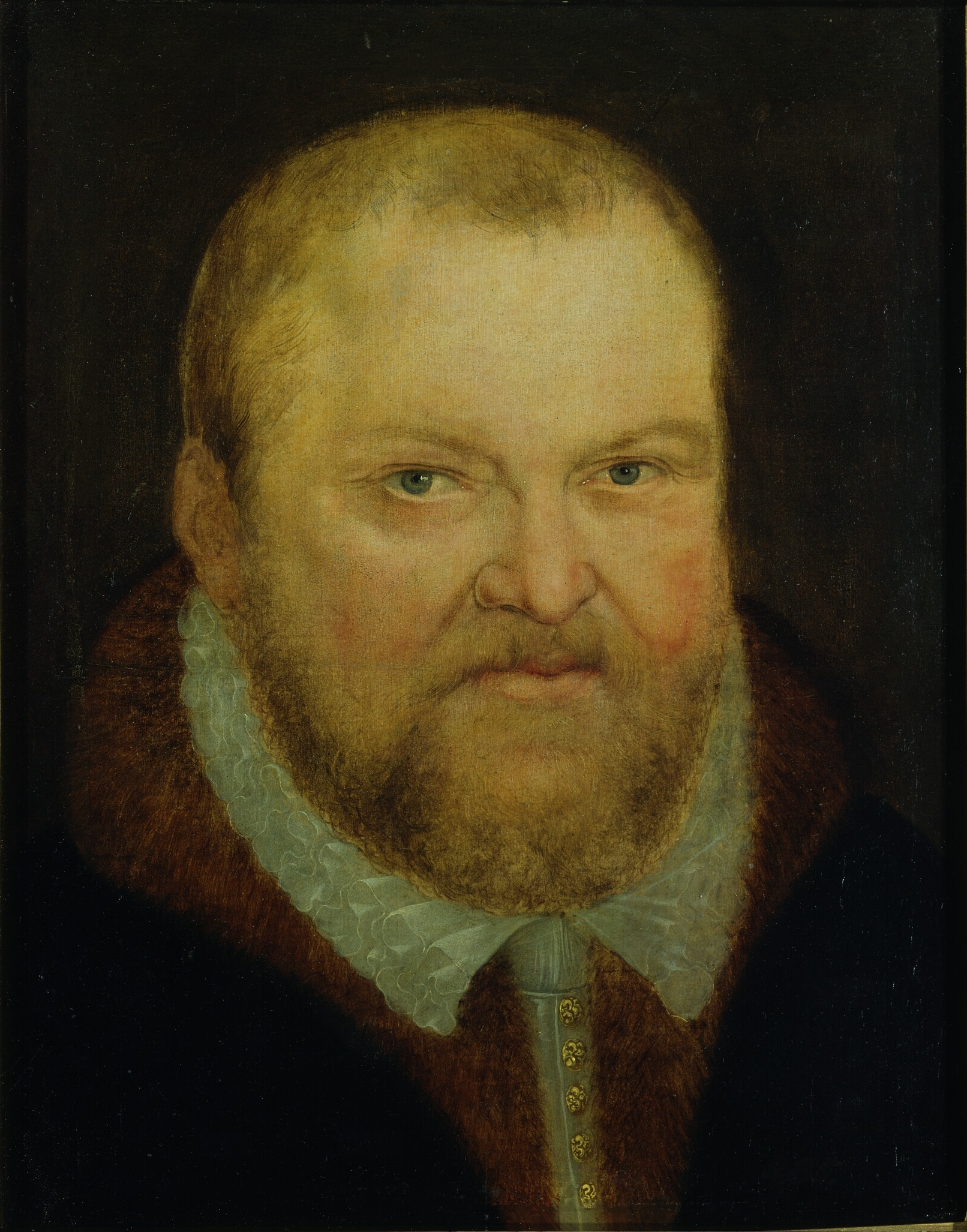
August von Sachsen (Gemälde von Lucas Cranach d. J., um 1550, Gemäldegalerie Alte Meister)
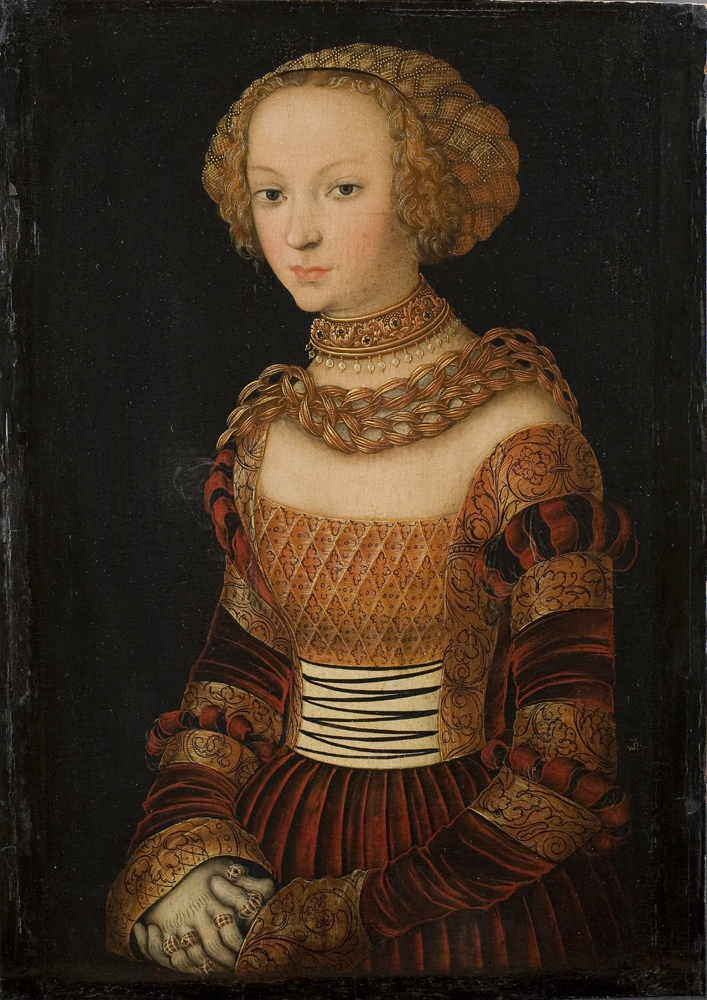
Prinzessin Anna von Dänemark und Norwegen, Kurfürstin von Sachsen (Gemälde von Lucas Cranach d. J. um 1550)
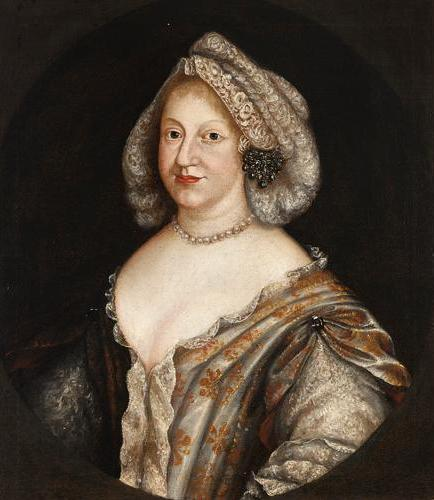
Wilhelmine Ernestine von Dänemark, spätere Kurfürstin von der Pfalz, Gemälde von Johann Georg Wagner
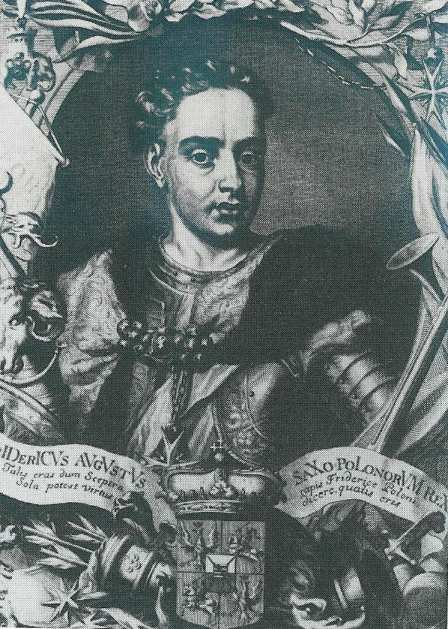
Der junge König August der Starke, Kupferstich von Johann Jakob Thourneysser, 1697